# Забродіна Тетяна Андріївна
Тетя́на Андрі́ївна Забро́діна (рос. Татьяна Андреевна Забродина; * 1925 — † 1993) — російська акторка театру та кіно. Лауреат Сталінської премії (1952). Дружина письменника Володимира Бєляєва.

## Життєпис
Тетяна Андріївна Забродіна народилася 1925 року.
Пережила блокаду Ленінграда. У листі одній із знайомих актриса згадувала: «Війна застала мене, молоду студентку, в Ленінграді, так що всі 900 днів блокади я була там… Їла кішок, дивом залишилася живою, але здоров'я вже було підірвано» .
1949 року закінчила Школу-студію МХАТ (керівник курсу — Василь Топорков, серед однокурсників — Олег Єфремов) .
Перший чоловік загинув в автокатастрофі. У 1960-х роках познайомилася з письменником Володимиром Бєляєвим, який 1960 року переїхав до Москви, і стала його дружиною.
Померла 1993 року. Похована в Москві на Троєкуровському кладовищі поруч із чоловіком, який помер 1990 року .

## Ролі в театрі
Тетяна Забродіна працювала в трупі Московського художнього академічного театру (МХАТ), куди потрапила, пройшовши великий конкурс.
1951 року зіграла роль Тані в спектаклі «Плоди освіти» (за відомою комедією Льва Толстого). У серпні 1952 року цю постановку МХАТу було відзначено Сталінською премією .
1957 року зіграла ролі Лізи («Кремлівські куранти») та приятельки Анни («Анна Кареніна») .
Майстерно зіграла багато інших ролей.

## Фільмографія
Тетяна Забродіна знімалася в кіно. Зіграла у фільмах:
- 1955 — «У квадраті 45»,
- 1963 — «Коли козаки плачуть»,
- 1980 — «Старий Новий рік»
- 1985 — «Місто наречених»,
- 1989 — «Тартюф» (телеспектакль),
- 1989 — «Татуйована троянда» (спектакль),
- 1990 — «Спритник і Хіппоза»,
- 1991 — «Божевільна Лорі».